# Sidnei Tavares
Sidnei Wilson Vieira David Tavares, noto semplicemente come Sidnei Tavares (Cascais, 29 settembre 2001), è un calciatore portoghese, centrocampista del Moreirense.

## Biografia
È il cugino del calciatore Nani.

## Caratteristiche tecniche
Centrocampista agile e veloce, abile tecnicamente, bravo nelle percussioni offensive, per le sue caratteristiche è stato paragonato a Jude Bellingham.

## Carriera
Cresciuto nel settore giovanile del Leicester City, il 18 marzo 2019 firma il primo contratto professionistico con le Foxes, di durata biennale. Esordisce in prima squadra il 25 febbraio 2021, nella partita di Europa League persa per 0-2 contro lo Slavia Praga. Rimasto svincolato, il 31 agosto 2021 viene tesserato dal Porto. Dopo aver saltato la prima parte di stagione, si impone poi come titolare nella seconda squadra dei Dragões; il 3 agosto 2023 si trasferisce a titolo temporaneo ai Colorado Rapids. Il 23 febbraio 2024 il prestito viene interrotto anticipatamente e Tavares fa ritorno al Porto; il 22 giugno seguente viene ceduto al Moreirense, con cui firma un quadriennale.

## Statistiche

### Presenze e reti nei club
Statistiche aggiornate al 14 settembre 2024.
| Stagione        | Squadra         | Campionato      | Campionato | Campionato | Coppe nazionali | Coppe nazionali | Coppe nazionali | Coppe continentali | Coppe continentali | Coppe continentali | Altre coppe | Altre coppe | Altre coppe | Totale | Totale |
| Stagione        | Squadra         | Comp            | Pres       | Reti       | Comp            | Pres            | Reti            | Comp               | Pres               | Reti               | Comp        | Pres        | Reti        | Pres   | Reti   |
| --------------- | --------------- | --------------- | ---------- | ---------- | --------------- | --------------- | --------------- | ------------------ | ------------------ | ------------------ | ----------- | ----------- | ----------- | ------ | ------ |
| feb.-giu. 2021  | Leicester City  | PL              | 2          | 0          | FACup+CdL       | 0+0             | 0               | UEL                | 1                  | 0                  | -           | -           | -           | 3      | 0      |
| 2021-2022       | Porto B         | SL              | 10         | 0          | -               | -               | -               | -                  | -                  | -                  | -           | -           | -           | 10     | 0      |
| 2022-2023       | Porto B         | SL              | 28         | 0          | -               | -               | -               | -                  | -                  | -                  | -           | -           | -           | 28     | 0      |
| Totale Porto B  | Totale Porto B  | Totale Porto B  | 38         | 0          |                 | -               | -               |                    | -                  | -                  |             | -           | -           | 38     | 0      |
| ago.-dic. 2023  | Colorado Rapids | MLS             | 5          | 0          | USOC            | -               | -               | -                  | -                  | -                  | -           | -           | -           | 5      | 0      |
| 2024-2025       | Moreirense      | PL              | 4          | 0          | CP+CdL          | 0+0             | 0               | -                  | -                  | -                  | -           | -           | -           | 4      | 0      |
| Totale carriera | Totale carriera | Totale carriera | 49         | 0          |                 | 0               | 0               |                    | 1                  | 0                  |             | -           | -           | 50     | 0      |